# Aggsjön (Svennevads socken, Närke, 653936-147255)
Aggsjön är en sjö i Hallsbergs kommun i Närke och ingår i Motala ströms huvudavrinningsområde.